# Los Naranjos (Honduras)
Los Naranjos es un sitio arqueológico que data del periodo preclásico mesoamericano localizado en Honduras, en la ribera norte del Lago de Yojoa a 635 m s. n. m. y cuenta con un clima cálido y húmedo. En su tiempo fue una urbe la cual estuvo habitada al menos hace más de 2.000 años por la cultura Proto-lenca, cuenta con un gran número de montículos, pirámides, y restos cerámicos. Actualmente se consideran las estructuras más antiguas aun en pie en Honduras.

## Antecedentes históricos

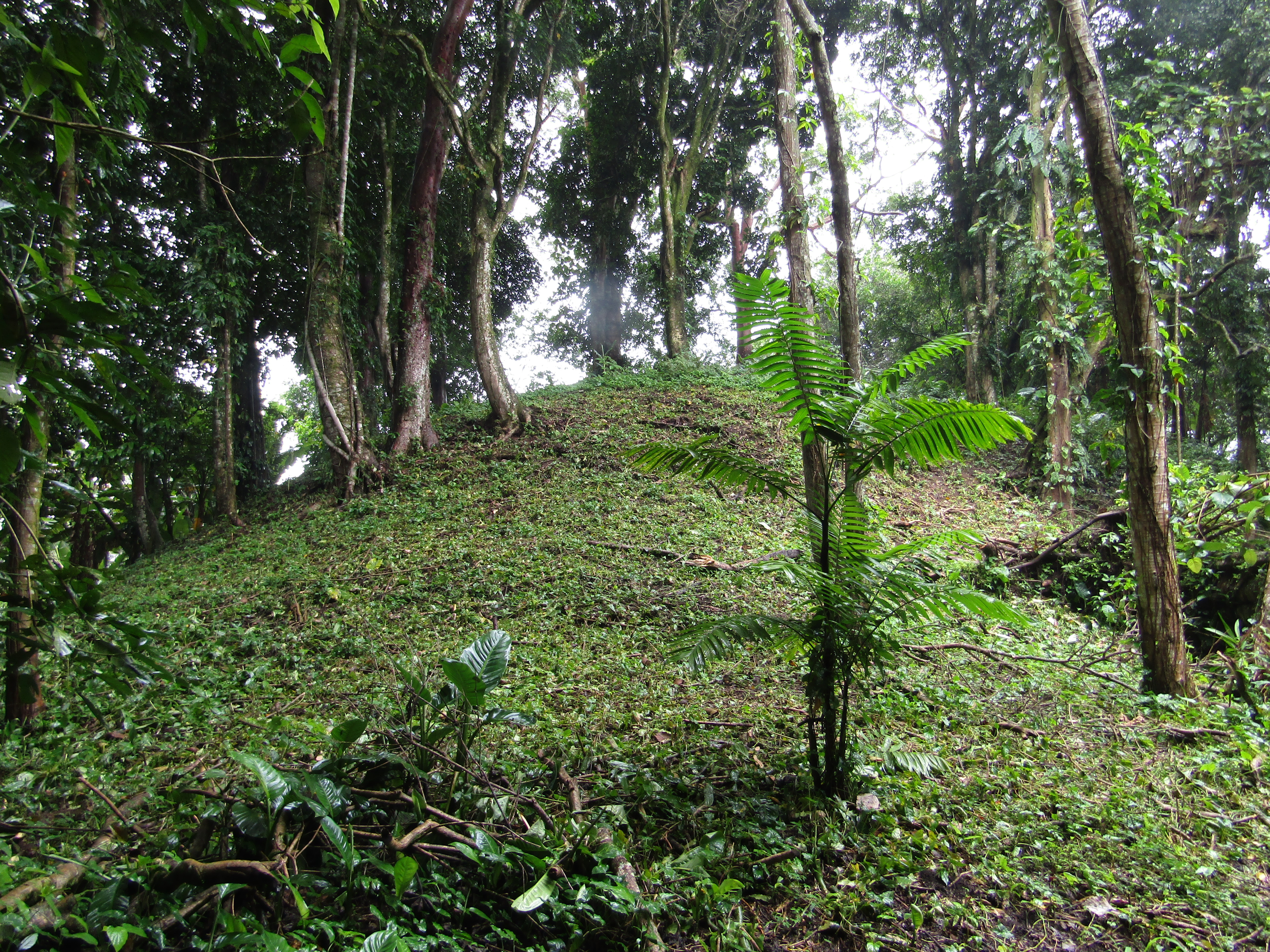
Varias de las estructuras encontradas en el sitio aun no han sido excavadas en su totalidad.

Fue habitado en periodo Pre-clásico principalmente por los Proto-Lencas, antepasados de este grupo indígena que dio a nacer su cultura moderna en periodos posteriores quienes construyeron la ciudad hace aproximadamente entre el 1000-800 a. C. Esto daría a entender que el sitio tiene aproximadamente cerca de unos 3,000 años de antigüedad y precede al sitio arqueológico de Copán por más de 1000 años. Acorde las recreaciones artísticas de como lucía esta ciudad del Pre-clásico se ha llegado a saber que varias pirámides estuvieron cubiertas de estuco principalmente rojizo y blanco, similar a muchas estructuras a lo largo de la historia mesoamericana. La estructura principal sirvió como plataforma en donde estarían otras estructuras menores que servirían como santuarios.
Los Proto-lencas posiblemente utilizaban el lago y sus y las duentes fluviales como transporte para llevar sus mercancías así que fundaron y construyeron la ciudad con fines de ser un centro comercial. Dicha ciudad durante su época de mayor esplendor ejercía una gran influencia económica y cultural sobre la mayor parte del país. Especialmente controlando las rutas de comercio, donde incluso mercancías de otras zonas de Mesoamérica y áreas culturales de la América precolombina llegaban. No se sabe nada sobre quienes fueron sus gobernantes y sobre su nombre original. Los Naranjos es el sitio eco-arqueológico de la cultura Proto-Lenca mejor conservado de la región, además es uno de los sitios prehispánicos más antiguos de Latinoamérica.

### Descubrimiento

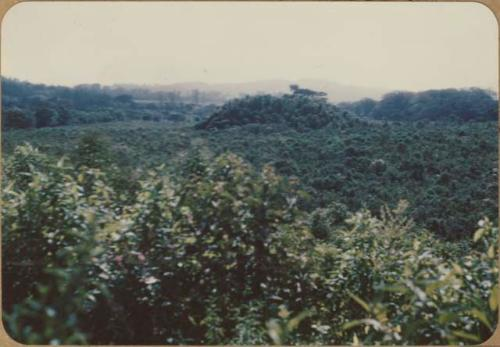
Fotografía del profesor Kirkland Lothrop que muestra uno de los montículos en 1948.

El sitio arqueológico fue documentado científicamente por primera vez en 1934 gracias a los trabajos pioneros de la reconocida arqueóloga Doris Stone. En sus registros iniciales, Stone reportó el hallazgo de entre cinco y seis montículos semienterrados distribuidos a lo largo de los antiguos senderos que conectaban diferentes áreas del asentamiento prehispánico. Sin embargo este importante sitio fue declarado Parque Arqueológico el 7 de diciembre de 2001 mediante decreto gubernamental, reconociendo así su valor patrimonial y la necesidad de proteger su integridad para futuras generaciones.
Las primeras excavaciones sistemáticas se llevaron a cabo en la década de 1970 bajo la dirección del destacado arqueólogo francés Pierre Becquelin, en colaboración con su colega Claude Baudez. Sus trabajos se concentraron inicialmente en el área denominada "El Foso de Saqueo", llamada así por mostrar evidencias de antiguas perturbaciones causadas por saqueadores.

## Descripción y ubicación.
El Parque Eco Arqueológico Los Naranjos se encuentra ubicado en el Jaral, municipio de Santa Cruz de Yojoa, en el departamento de Cortés, Honduras. Y Rodeado de 10 parques más con una extensión de 28 manzanas (19,5 ha). Fue declarado Parque Eco Arqueológico el 7 de diciembre de 2001. Su vegetación es mayormente de bosque tropical lluvioso muy característico del área del lago. 
Fue bautizado como “Los Naranjos” en honor al nombre de las comunidades que la habitaron. La zona de Los Naranjos es la más recomendable para la observación de aves en todo el país ya que en la cuenca se han identificado más de 250 especies. Además dispone de modernos botes para realizar paseos por el lago además de instalaciones como un museo y cafetería.

## Descubrimientos y estudios arqueológicos
Las estructuras encontradas tienen una forma similar a las encontradas eb Yarumela en el Valle de Comayagua y Chalchuapa en El Salvador, claramente influenciadas por la arquitectura Olmeca. Es probable que muchas estuvieron bajo el agua durante algún tiempo durante el abandono de la ciudad en visto que la urbe se encuentra en las orillas del lago de Yojoa, esta sería una de las razones del porque se empezó a deteriorar y debilitar las estructuras considerablemente. 
El Grupo principal también llamadado como Grupo 1 fue el que formó parte del centro de la ciudad,  está integrado por 7 grandes montículos principales cuya altura varía entre 3 y 18.50 metros de altura siendo la Estructura 1 la pirámide escalonada principal en la ciudad y la estructura más alta de grupo.  

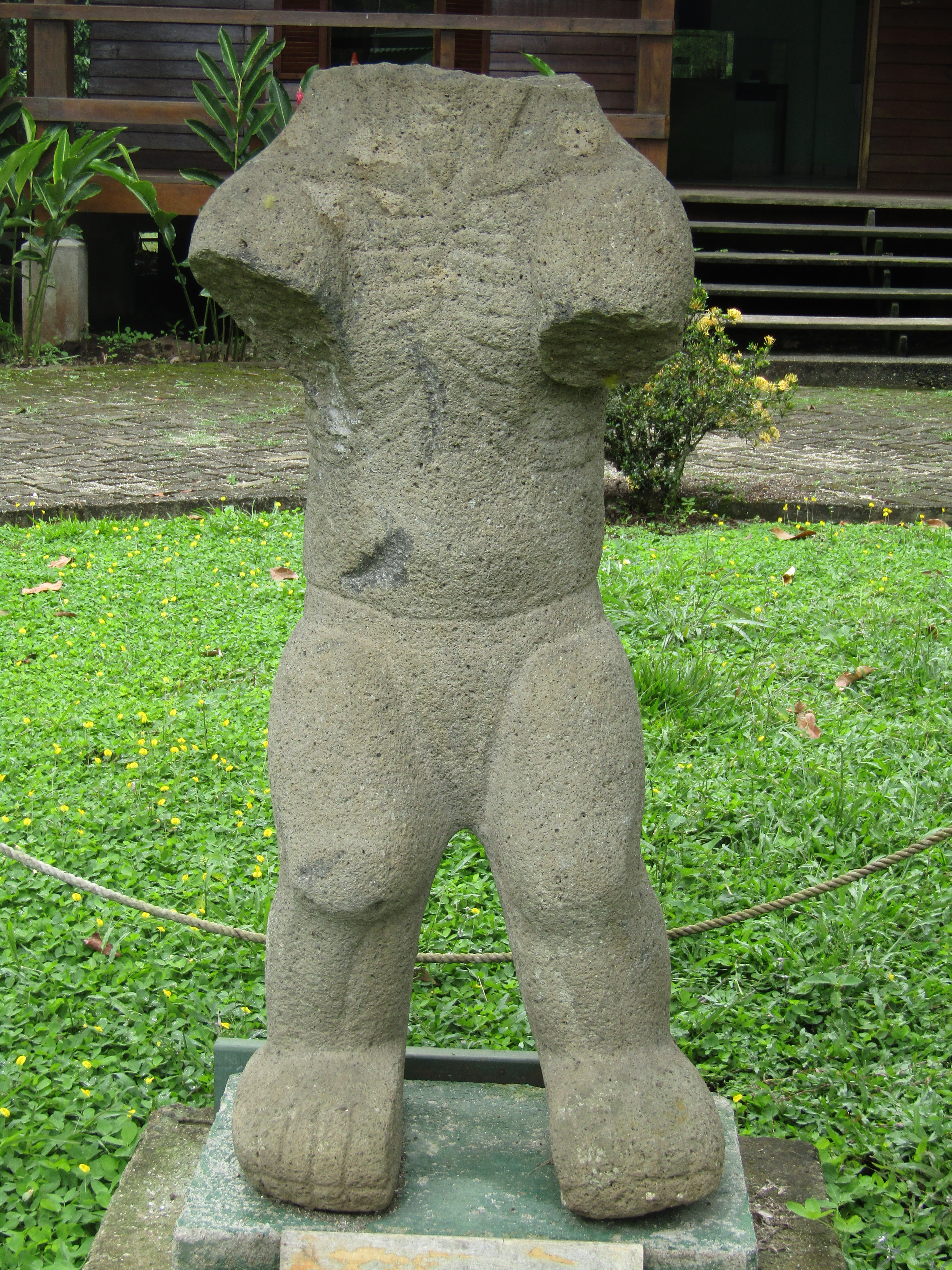
Estatua humanoide encontrada en el sitio.

Estudios han llegado a concluir que son las estructuras piramidales más antiguas en el país, también se logró encontrar un campó de pelota el cual fue excavado en los años 70, además de zanjas defensivas que evidencia que la ciudad fue un centro importante que peleaba y competia con otros centros prehispánicos de Honduras durante el preclasico.

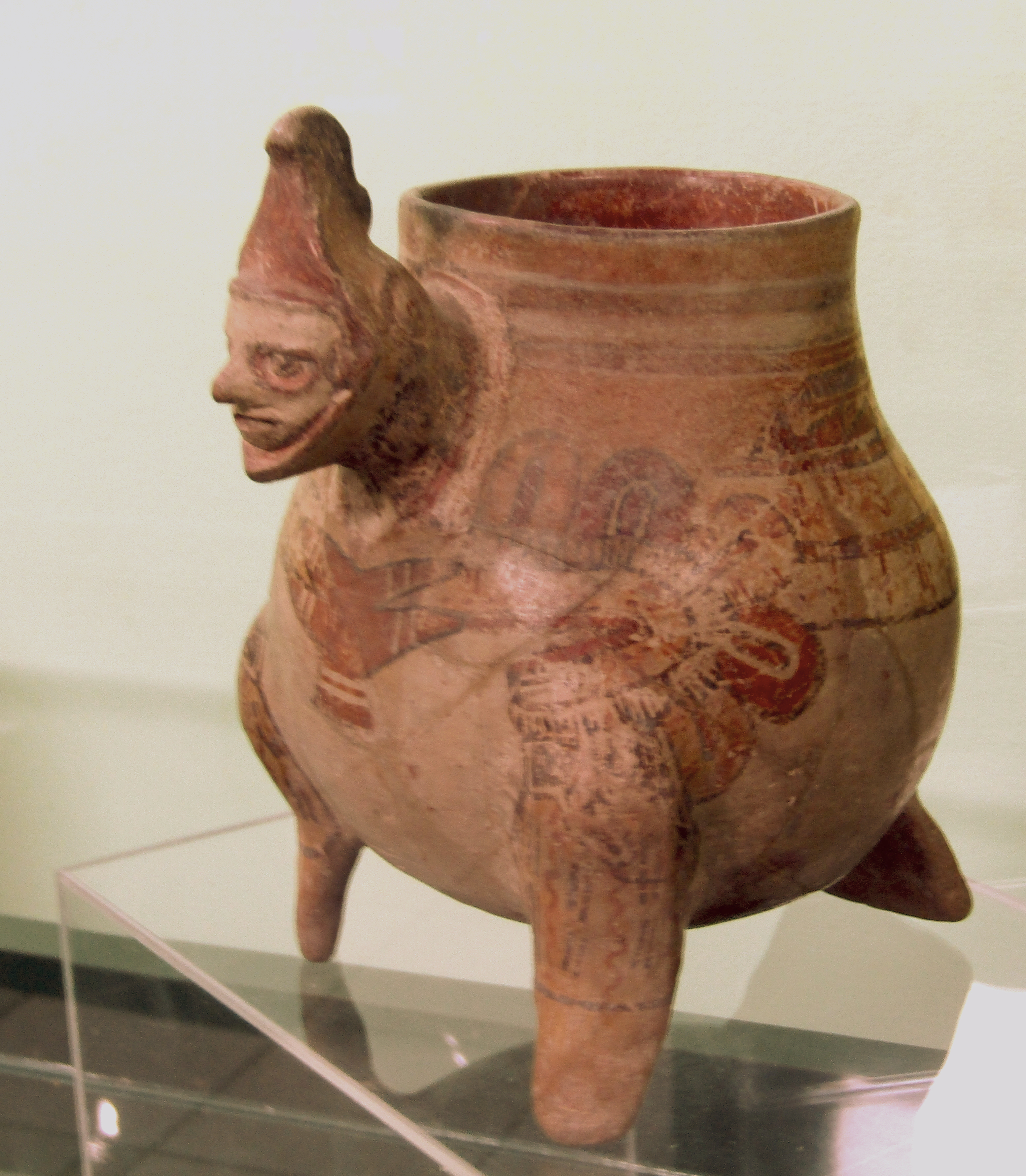
Vasija antropomórfica.

Entre las excavaciones realizadas por arqueólogos se lograron encontrar pequeñas estatuas y vasijas decoradas, algunas con rasgos de influencia Olmeca, de ahí se llegó a teorizar que la cultura de este grupo también estuvo presente por un periodo en la región e influyo mucho en el desarrollo de la cultura de los Proto-Lencas. Ya que en sitios arqueológicos del periodo preclásico de Honduras se han encontrado una enorme influencia de esta civilización en cuanto la construcción de estructuras piramidales, influencia artística, y religiosa.

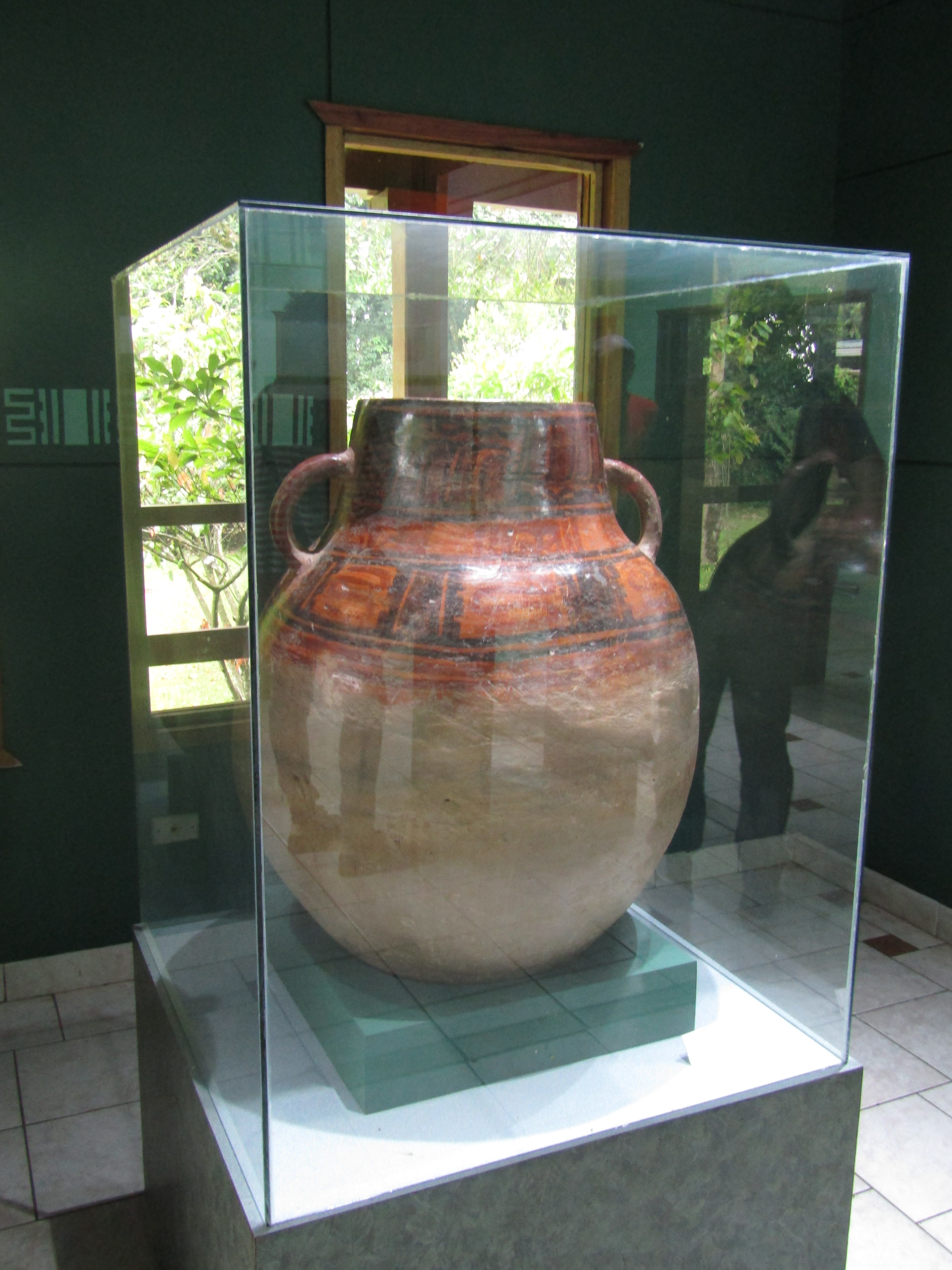
Una tinaja expuesta en el museo del parque.

También gracias a este descubrimiento se reforzó la teoría entre algunos antropólogos sobre el posible origen de los Lencas que indica que podrían ser descendientes de Olmecas que llegaron desde el centro sur de México que se mezclaron con población ya establecida en Centroamérica y no de mayas del periodo pre-clásico tardío como se llegó a creer en un principio. Pues el origen de los Lencas siempre ha estado en un aura de misterio y polémica en la comunidad de antropólogos de Honduras, sin embargo dicha teoría aun no ha sido ampliamente aceptada por la comunidad. Otros descubrimientos son una estructura quebrada muy similar a un torso humano. Los investigadores encontraron en la figura rasgos faciales muy parecidos a los encontrados en el Sito Arqueológico Monte Alban de Oaxaca, México.   
La importancia del sitio eco arqueológico reside en que es un asentamiento humano que muestra una sociedad bien organizada de al menos más de 4,000 años.  La primera vez que fue estudiado este sitio lo consideraron un asentamiento no Maya debido a su antigüedad y algunos lo calificaron como uno.

## Atracciones del Parque Eco Arqueológico Los Naranjos
Con una extensión de 28 manzanas, la zona de monumentos de arquitectura precolombina es la principal atracción del Parque Eco Arqueológico Los Naranjos. Pero su entorno natural es otro de sus grandes atractivos ya que está ubicado en el costado norte del Lago de Yojoa convirtiéndolo en un pequeño refugio ecológico de gran variedad de especies de animales, plantas y árboles dándole un toque especial y diferente.
Posee amplios senderos para recorrer el sitio a través del verde bosque y observar aves de bellos colores, gran variedad de flores, árboles y animales. El sendero lo conduce hasta un puente colgante que le da más emoción al paseo y desde allí podrá deleitarse con la vista panorámica que ofrece tanto de los vestigios arqueológicos como de la naturaleza.
Cuenta también con un Centro de Visitantes e Investigación y un Museo donde podrá observar detenidamente los artículos artesanales de origen Lenca encontrados en el parque y muchos descubrimientos más.
Actualmente, el parque arqueológico protege este importante legado cultural mientras continúan las investigaciones para comprender mejor el papel que jugó en el desarrollo de las sociedades prehispánicas en el territorio hondureño.